# Conseil commun de la fonction publique
En France, le conseil commun de la fonction publique est une instance consultative de concertation entre les représentants des fonctionnaires et agents publics non titulaires d'une part et les employeurs publics d'autre part. Il est consulté pour examiner toute question d'ordre général commune à « au moins deux » versants de la fonction publique.

## Histoire
Le conseil supérieur de la fonction publique a été constitué dès 1946, mais seuls les employés de l'État étaient pleinement considérés comme « fonctionnaires » et représentés à ce conseil. La réforme du statut général de la fonction publique engagée en 1983 conduit à un système d'une fonction publique à trois volets (fonction publique de l'État, fonction publique territoriale et fonction publique hospitalière) ; un conseil supérieur est alors créé pour chacune des trois fonctions publiques. Les questions concernant l'ensemble de la fonction publique sont alors examinées successivement par chacun des conseils. 
C'est pour disposer d'une instance commune qu'à la suite des accords de Bercy sur le dialogue social dans la fonction publique en 2008 est engagée la réforme qui, entre autres, instaure le conseil commun de la fonction publique. Le conseil est créé par la loi no 2010-751 du 5 juillet 2010 relative à la rénovation du dialogue social et comportant diverses dispositions relatives à la fonction publique. Le conseil est régi par les articles L.242-1 à L.242-3 du code général de la fonction publique et par le décret no 2012-148 du 30 janvier 2012. Le conseil est installé dans ses fonctions le 31 janvier 2012. Le décret est modifié en 2016 pour prendre en compte les modifications nécessaires à la représentation des administrations de l'État (non représentées auparavant) et la fusion en un collège unique des représentants des employeurs publics. 

## Composition et fonctionnement
Le conseil commun de la fonction publique siège soit en assemblée plénière, soit en formations spécialisées. 
L'assemblée plénière est présidée par le ministre de la Fonction publique ou son représentant. Elle se réunit au moins 2 fois par an.
Le conseil commun en assemblée plénière se compose de deux collèges (paritaires depuis 2019)  ayant voix délibérative:
- Le premier collège, de 30 membres, comprend des représentants des fonctionnaires désignés par leurs syndicats. Le nombre de sièges attribués à chaque formation syndicale est fixé en proportion des résultats lors des élections professionnelles.

- Le second collège comprend 18 membres représentant les employeurs publics (6 pour les administrations et établissements publics relevant de l'État, 6 pour la FPT selon un partage représentatif des collectivités et 6 pour les établissements relevant de la fonction publique hospitalière).

Le directeur général de l'Administration et de la Fonction publique, le directeur général de l'Offre de soins, le directeur général des Collectivités locales et le directeur du Budget, le président du conseil supérieur de la fonction publique hospitalière ainsi qu'un conseiller d'État du Conseil d'État et un membre de la Cour des comptes ayant rang de conseiller maître, siègent,de droit, avec voix consultative.
Il existe cinq formations spécialisées du conseil commun (décret n°2014-1234): 
1. Examen des projets de loi ou d'ordonnances modifiant le statut général de la fonction publique ou y dérogeant ;
2. Examen des décrets et autres questions relatifs aux modifications de l'organisation ou du fonctionnement des services publics ayant un impact sur les agents ;
3. Commission compétente pour la situation statistique de la fonction publique, la rémunération et les pensions ;
4. Commission de l'égalité, de la mobilité et des parcours professionnels ;
5. Commission pour les conditions de travail, l'hygiène, la santé et la sécurité.

Chaque commission comprend des représentants de chacun des collèges de l'assemblée plénière ainsi que des membres de droit avec voix consultative. 
Les questions soumises au conseil peuvent être portées devant l'assemblée plénière, devant une formation spécialisée ou successivement devant une formation spécialisée puis devant l'assemblée plénière. Le conseil commun peut être saisi soit par le ministre chargé de la fonction publique, soit par les deux tiers des membres de l'un des collèges. 

### Organisations syndicales représentées au conseil
| Organisation syndicale | Nombre de sièges |
| ---------------------- | ---------------- |
| CGT                    | 7                |
| CFDT                   | 6                |
| FO                     | 6                |
| UNSA                   | 3                |
| FSU                    | 3                |
| Solidaires             | 2                |
| CFTC                   | 1                |
| CGC                    | 1                |
| FA-FPT                 | 1                |
| TOTAL                  | 30               |

| Organisation syndicale | Nombre de sièges |
| ---------------------- | ---------------- |
| CGT                    | 7                |
| FO                     | 6                |
| CFDT                   | 6                |
| UNSA                   | 4                |
| FSU                    | 3                |
| Solidaires             | 2                |
| CGC                    | 1                |
| FA-FPT                 | 1                |
| TOTAL                  | 30               |

La CFTC perd donc son siège.

## Attributions
Le conseil commun de la fonction publique est consulté pour tout projet de réforme ayant pour objet ou pour effet de modifier le statut général de la fonction publique ou les règles générales concernant les non-titulaires, et ayant des incidences sur au moins deux des trois fonctions publiques.
Il peut être consulté sur toute question concernant l'ensemble de la fonction publique, notamment en matière de formation professionnelle, d'égalité professionnelle, d'accès des handicapés à l'emploi, de conditions de travail, de santé et sécurité, de droit syndical ou de rémunération. 
Le rapport annuel sur l'état de la fonction publique est soumis à ce conseil qui peut y porter ses observations avant transmission au Premier ministre, qui le transmet à son tour au Parlement.

## Activité
Le Conseil se réunit environ tous les 2 ou 3 mois. Les rapports de ses assemblées plénières sont publiés, jusqu'à celui du 11 avril 2017, sur le site  géré par la Direction générale de l’administration et de la fonction publique.